# Río Cañamares (Guadalajara)
El Cañamares es un río de la provincia de Guadalajara (España), que nace a unos 1320 metros de altitud en la falda sur del monte conocido con el nombre de Torreplazo —perteneciente a la sierra del Bulejo—, en las sierras del Sistema Central cerca de Miedes de Atienza. Por ello, durante ese trayecto este río se denomina arroyo de Miedes y adquiere el nombre Cañamares realmente una vez transcurre por los páramos donde se asienta la localidad de Cañamares y la de La Miñosa.

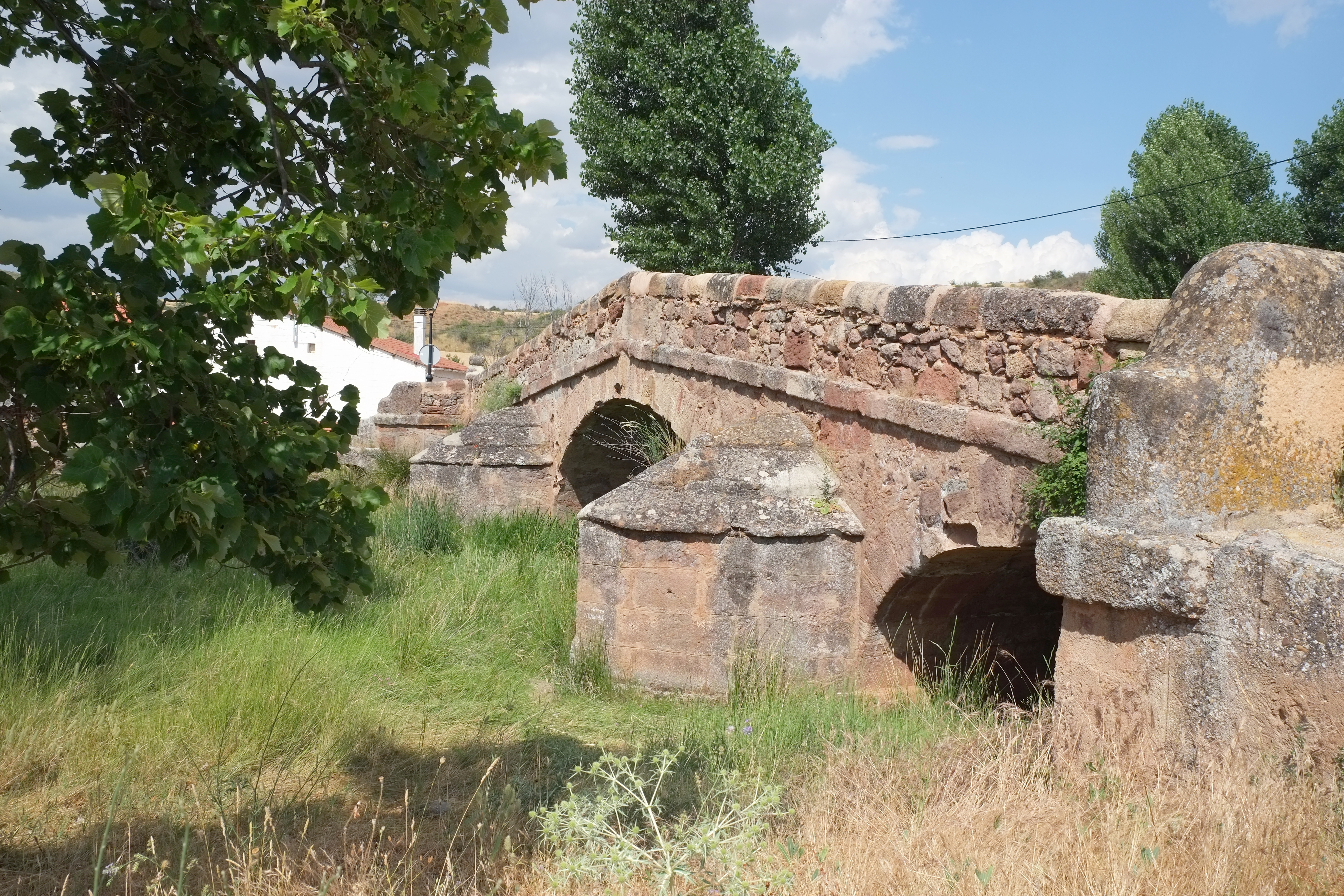
Vista del río a su paso bajo el puente de la localidad homónima de Cañamares

Tras atravesar varios desfiladeros a través de la Sierra de la Bodera, llega a la localidad de Pálmaces de Jadraque y se detiene en el embalse del mismo nombre construido en 1954, el más antiguo de la cuenca del Henares con una capacidad de 32 hectómetros cúbicos y una superficie de 270 hectáreas. 
Posteriormente el río continúa su trayecto hacia el sur bañando la localidad de Pinilla de Jadraque y transcurre cada vez más tranquilamente ensanchando el valle denominado Vega del Cañamares pasando junto al pueblo de Medranda y finalmente termina su recorrido tras bañar la localidad de Castilblanco de Henares, junto a la falda del cerro de San Cristóbal a unos 800 metros de altitud, desembocando como afluente en la margen derecha del río Henares.